# 網絡安全委員會
網絡安全委員會（葡文縮寫：CPC），是澳門特別行政區維護網絡安全事務方面的決策及監督機關，在澳门特别行政区行政長官管轄及指導下運作。

## 職權
- 確保第13/2019號法律《網絡安全法》第三條第一款（一）項所指的活動；
- 監督網絡安全體系內其他實體在第13/2019號法律《網絡安全法》範圍內所開展的活動；
- 建議政府與澳門特別行政區或外地的公共或私人實體訂立或修訂有助提高澳門特別行政區網絡安全標準的協議、議定書或合同；
- 跟進、評估關鍵基礎設施營運者網絡安全活動的開展及運作；
- 審議和議決澳門特別行政區網絡安全總體報告。

## 組織法例
- 第13/2019號法律（2019年6月24日《澳門特別行政區公報》）網絡安全法。
- 第35/2019號行政法規（2019年11月25日《澳門特別行政區公報》）網絡安全委員會、網絡安全事故預警及應急中心及網絡安全監管實體。

## 成員
根據相關批示，委員會秘書由司法警察局局長擔任。主席可邀請其他公共實體、私人實體或有助所開展的工作的其他人士參與會議，但該等實體及人士無投票權。

### 主席
行政長官岑浩輝

### 副主席
保安司司長

### 成員
- 行政法務司司長或其代表；
- 經濟財政司司長或其代表；
- 社會文化司司長或其代表；
- 運輸工務司司長或其代表；
- 行政長官辦公室主任或其代表；
- 個人資料保護局局長或其代表；
- 司法警察局局長；（擔任委員會秘書）
- 行政公職局局長；
- 郵電局局長；
- 市政署市政管理委員會主席；
- 經濟及科技發展局局長；
- 博彩監察協調局局長；
- 澳門金融管理局行政管理委員會主席；
- 衛生局局長；
- 海事及水務局局長；
- 環境保護局局長；
- 民航局局長；
- 交通事務局局長。

## 支援
保安司司長辦公室具權限訂定網絡安全事故預警及應急中心各組成實體向委員會提供行政及技術支援的方式，並由該辦公室的預算承擔委員會運作所需的負擔。